# Кветта
Кве́тта (урду کوئٹہ‎, англ. Quetta, пушту کوټه‎ — крепость) — крупнейший город и административный центр пакистанской провинции Белуджистан. Местные жители называют Кветту «Плодовым садом Пакистана». Город представляет собой укреплённый форт, окружённый холмами со всех сторон. Население города неуклонно растёт: с 1961 года количество жителей Кветты увеличилось почти в 8 раз и по данным переписи 2017 года превышало один миллион человек.

## История

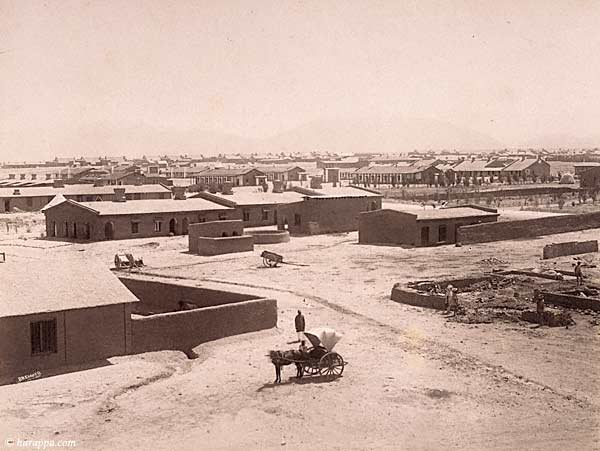
Военный городок британцев. Кветта. 1889 год

Город впервые упоминается в 11 веке, когда он был захвачен Махмудом Газневи во время его вторжения на земли Белуджистана. В 1543 году император Великих Моголов Хумаюн отдыхал в Кветте когда отступал из Персии, он оставил здесь своего годовалого сына Акбара (за которым вернулся через два года). Моголы правили Кветтой до 1556 года, затем город был захвачен персами. В 1595 году Акбар вернул город в состав своей империи.
В 1730 году Кветта перешла под контроль белуджистанского хана Калата, который сделал город своей северной столицей. В 1876 году британский политический офицер Роберт Сандеман подписал договор с ханом Калата о передаче управления стратегически важным городом Кветта — Великобритании. Значение города резко возросло, в нём расположился крупный гарнизон войск Британской Индии. 31 мая 1935 года возле города произошло разрушительное землетрясение, Кветта превратилась в руины. В результате землетрясения погибло около 20 000 человек.
Кветта имеет исторические связи с Афганистаном, которые сильны и в настоящее время. В 1979—1989 годах в городе располагался крупный лагерь для афганских беженцев. Кветта стала трамплином для прихода к власти в Афганистане талибов, которых спонсировали мощные мафиозные группировки города. Большая часть населения Кветты до сих пор симпатизирует движению Талибан.
С началом боевых действий на северо-западе Пакистана Кветту потрясла серия кровавых террористических актов. В 2004 году экстремисты атаковали процессию мусульман-шиитов, расстреляв их из автомата и закидав гранатами, в результате чего погибло 42 человека и свыше 100 были ранены.
3 сентября 2010 года в день Аль-Кудс смертник-самоубийца подорвал себя в толпе мусульман-шиитов. Этот теракт стал самым кровавым в истории города. Погибло 73 человека, ещё 160 были доставлены в больницу. Ответственность за теракт взяла на себя суннитская экстремистская группировка Лашкар-е-Джангви.
20 мая 2011 года в пригороде Кветты сотрудники пограничной полиции Пакистана расстреляли группу россиян. По словам пакистанской стороны пятеро чеченцев атаковали блок-пост полиции и были уничтожены ответным огнём. Один полицейский погиб. Однако, вице-консул российского посольства в Карачи опроверг данную информацию. По его словам, были убиты 4 россиянина (среди которых была беременная уроженка Якутска 1992 г.р.) и один гражданин Таджикистана. Вице-консул затруднился ответить каким образом россияне оказались в Пакистане.
16 июня 2011 года в Кветте был застрелен известный пакистанский боксёр Абрар Хусейн. Преступление было совершенно на почве религиозной ненависти, убитый боксёр принадлежал к шиитскому меньшинству.
19 октября 2021 года на улице Сариаб в Кветте произошел взрыв возле Белуджистанского университета. В результате взрыва убит один полицейский и 17 человек получили ранения. После взрыва район быстро оцепили правоохранительными органами, а на место начали активно прибывать службы спасения. Официальный представитель правительства Белуджистана Лиакат Шахвани заявил, что был нанесен удар по полицейскому грузовику, находившемуся у ворот университета, а в мотоцикл было заложено взрывное устройство. Он сказал, что виновные в взрыве будут арестованы и привлечены к ответственности. Министр внутренних дел Мир Зиаулла Лангов сообщил, что эти сотрудники полиции обеспечивали безопасность протестующих студентов за пределами университета, когда произошел взрыв.
Теракт на вокзале
9 ноября 2024 года в Кветте на вокзале произошёл взрыв самодельного взрывного устройства. Преступник заложил бомбу в скрытом от поля зрения месте. В результате теракта погибло 27 человек и более 50 ранены.

## Географическое положение
Центр города располагается на высоте 1685 м над уровнем моря. Географически Кветта занимает стратегическое положение и является одним из самых важных военных форпостов страны.

## Климат
| Показатель                    | Янв.  | Фев.  | Март | Апр. | Май  | Июнь | Июль | Авг. | Сен. | Окт. | Нояб. | Дек.  | Год   |
| ----------------------------- | ----- | ----- | ---- | ---- | ---- | ---- | ---- | ---- | ---- | ---- | ----- | ----- | ----- |
| Абсолютный максимум, °C       | 23,6  | 26,7  | 31,0 | 35,0 | 39,4 | 41,5 | 42,0 | 40,6 | 38,3 | 34,0 | 36,0  | 25,0  | 42,0  |
| Средний суточный максимум, °C | 10,8  | 12,9  | 18,7 | 24,8 | 30,4 | 35,3 | 35,9 | 34,8 | 31,4 | 25,5 | 19,2  | 13,3  | 24,4  |
| Средняя температура, °C       | 3,7   | 6,0   | 11,1 | 16,6 | 21,0 | 25,6 | 27,9 | 26,4 | 21,1 | 14,6 | 9,2   | 5,1   | 15,7  |
| Средний суточный минимум, °C  | −3,4  | −0,9  | 3,4  | 8,3  | 11,5 | 15,9 | 19,9 | 17,9 | 10,9 | 3,8  | −0,9  | −3,2  | 6,9   |
| Абсолютный минимум, °C        | −18,3 | −16,7 | −8,3 | −3,9 | −0,3 | 5,0  | 8,9  | 3,3  | −0,6 | −8,3 | −13,3 | −18,3 | −18,3 |
| Норма осадков, мм             | 56,7  | 49,0  | 55,0 | 28,3 | 6,0  | 1,1  | 12,7 | 12,1 | 0,3  | 3,9  | 5,3   | 30,5  | 260,9 |
| Источник:                     |       |       |      |      |      |      |      |      |      |      |       |       |       |

## Экономика
Кветта является центром торговли Белуджистана, отрасли промышленности города включают в себя: консервирование фруктов и добычу хрома. В Кветте распространено садоводство, резьба по дереву, торговля коврами и кожей.

## Население
В городе проживают белуджи и пуштуны. Эти две нации объединяет общая религия — ислам. Говорят они на языке белуджи и местном диалекте пушту (оба языка индоиранской ветви индоевропейской языковой семьи). Жители города занимаются кочевым скотоводством и сельским хозяйством (выращивают пшеницу, ячмень, просо, кукурузу и картофель).
Население города по годам:
| 1961    | 1972    | 1981    | 1998    | 2012    | 2017    |
| ------- | ------- | ------- | ------- | ------- | ------- |
| 106 633 | 158 026 | 285 719 | 565 137 | 842 410 | 1001205 |

## Образование
В городе есть большое количество учебных заведений и командно-штабной колледж. В Кветте расположен Университет Белуджистана, который является крупнейшим университетом провинции (в нём обучается свыше 6 000 студентов).

## Транспорт
Кветта — крупный транспортный узел на севере Пакистана, рядом с городом проложена автомобильная трасса, по которой можно попасть в Афганистан (шоссе проходит через пограничный город Чаман). В городе есть международный аэропорт. Через город проходит железнодорожная линия, связывающая Кветту со следующими городами: Карачи (расстояние 863 км), Лахор (1170 км), Пешавар (1587 км) и иранским городом Захедан.

## Достопримечательности
Озеро Ханна — популярное место для отдыха среди жителей Кветты, является одной из основных достопримечательностей города. Оно расположено в месте, где начинается долина Урак в 10 км от Кветты. Воды озера имеют зеленовато-голубой оттенок, что выделяется среди основного ландшафта провинции (песчаных холмов и скал). Озеро является одним из самых привлекательных объектов провинции для отдыхающих и туристов.
Долина Урак расположена в 21 км от города Кветта. По обеим сторонам дороги в долине растут дикие розы и располагаются фруктовые сады. В этой долине выращивают персики, пальмы, абрикосы и яблоки многих сортов.
Хазарганджи-Чилтан — один из национальных парков Пакистана. Парк расположен в 20 км к юго-западу от Кветты. Здесь обитают редкие виды животных, занесённых в Красную книгу. Площадь национального парка составляет 38 429 акров земли, высота над уровнем моря от 2021 до 3264 метров.

## Галерея

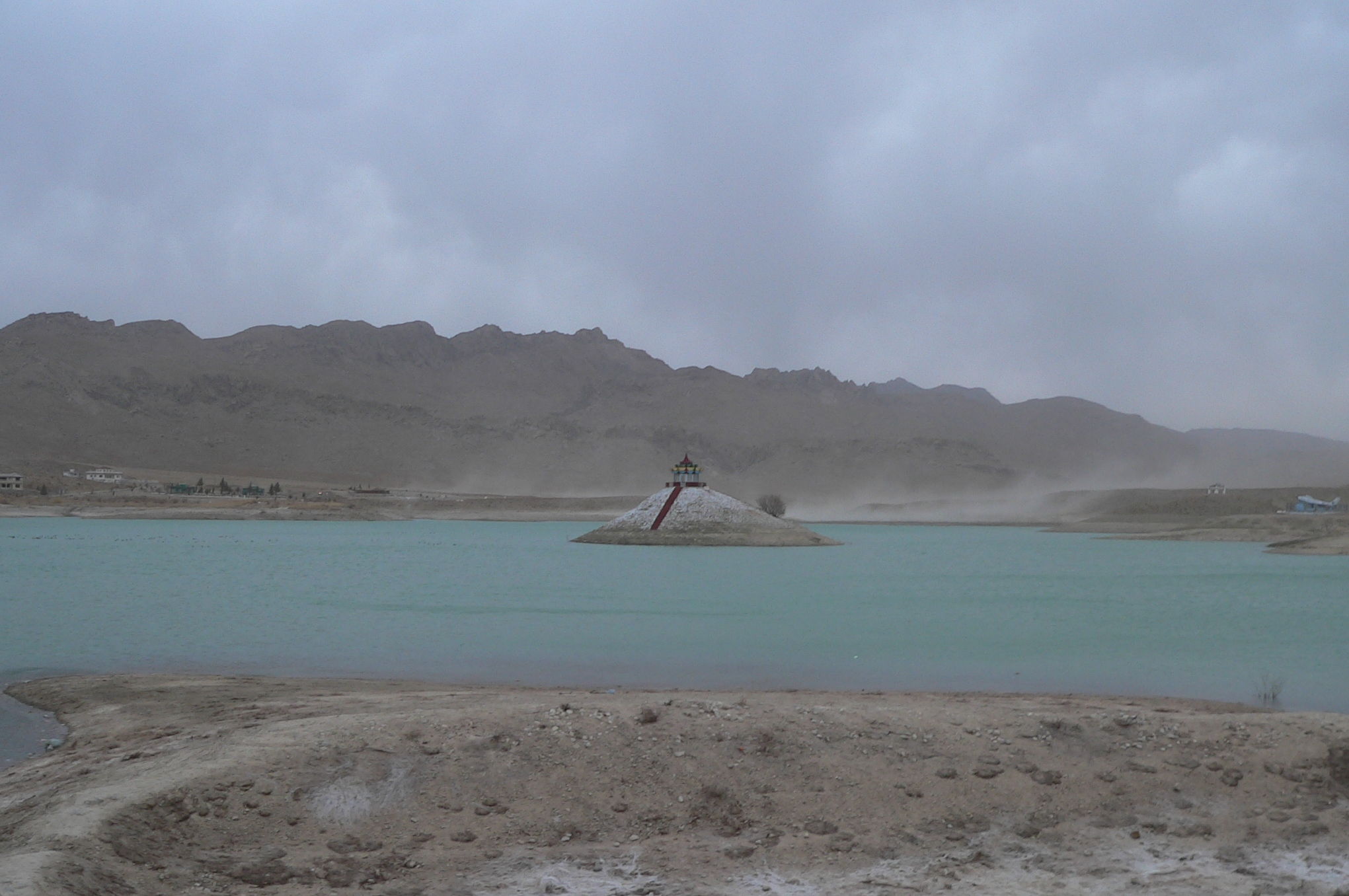
Озеро Ханна
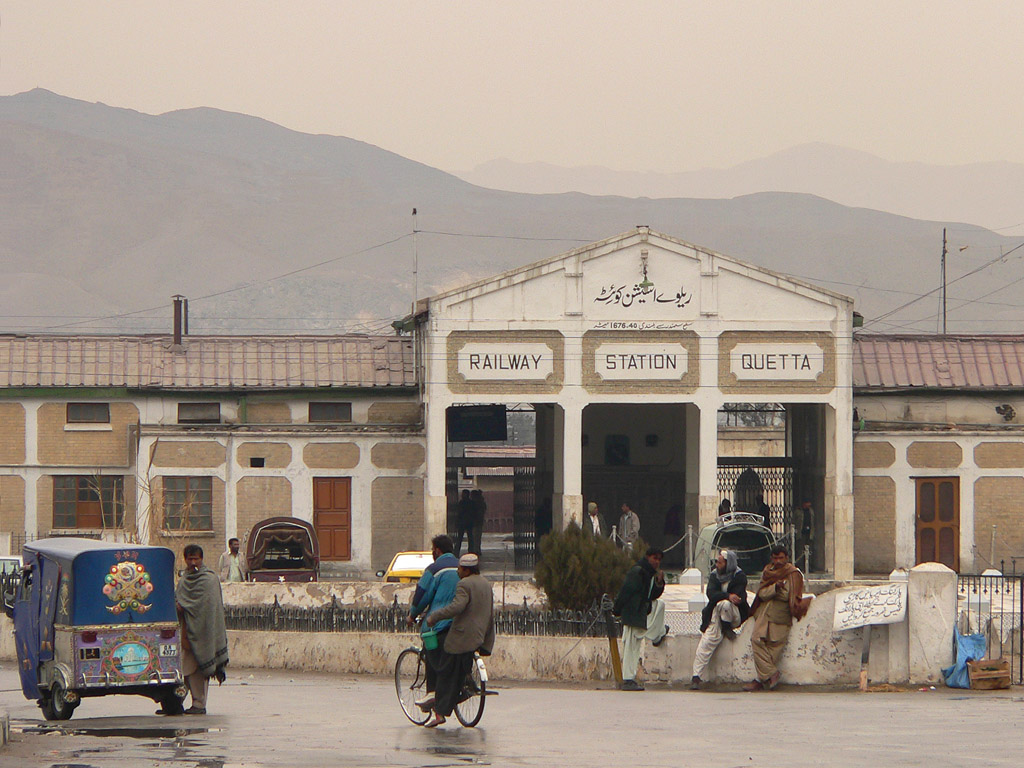
Вокзал в Кветте
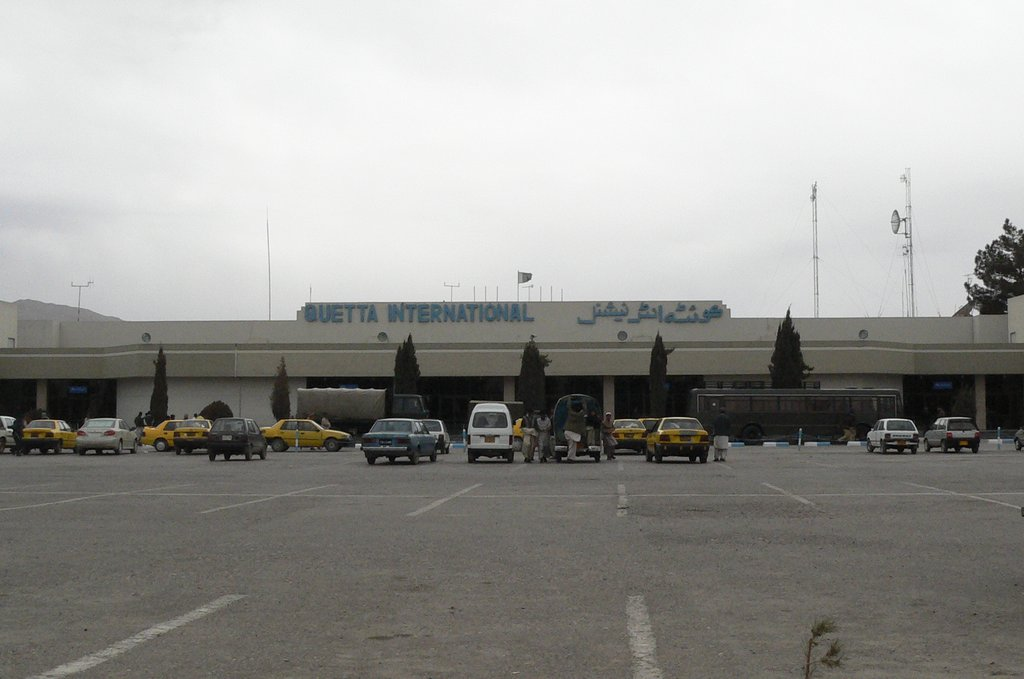
Аэропорт в Кветте
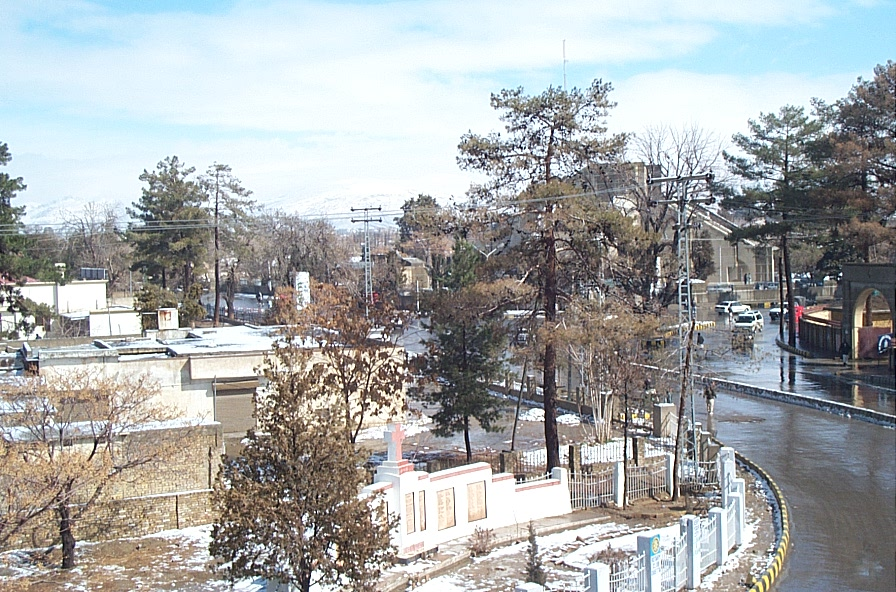
Одна из улиц Кветты
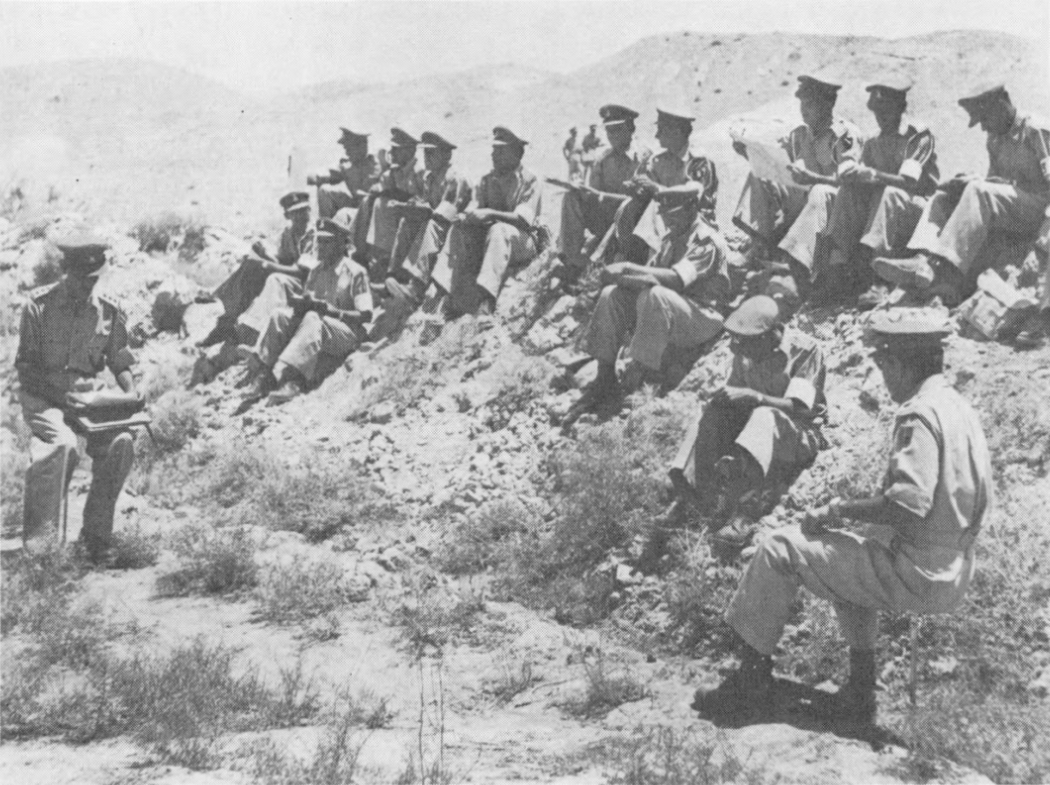
занятия комсостава по тактической подготовке в местном пехотном училище